# Fulaga
Fulaga är en månskäreformad kalkstensö i Lauöarna, Fiji. Den täcker en yta på 18,5 kvadratkilometer, och har en maxhöjd på 79 meter över havet. Kalkstenen på ön tillhör Tokelaukalkstenen, och skapades förmodligen under miocen tid. Ön är en stor bassäng som blivit avskuren i norr, vilket lett till att öns interiör översvämmats. I öns mitt finns många skär och klippor. Ön består av tre höjdnivåer, två som når 55 respektive 40 meter över havet, och den tredje är lägre. 
Det finns tre byar på ön, de är Muanaicake, Muanaira och Naividamu, och på ön fanns i mitten av 1900-talet omkring 600 invånare, ett tal som idag sjunkit till mindre än 400.